# Primula auricula
La primula orecchia d'orso (Primula auricula  L., 1753) è una pianta erbacea appartenente alla famiglia delle Primulacee.

## Etimologia
Auricula in latino significa orecchia e si riferisce alla particolare forma delle foglie che ricorda vagamente le orecchie degli orsi (anche nel nome italiano sussiste un tale riferimento).

L'attuale binomio scientifico ("Primula auricula") è stato definito da Linneo nel 1753.

In lingua tedesca questa pianta si chiama Aurikel oppure Flühblümchen; in francese si chiama Primevère auricule; in inglese si chiama Auricola.

## Descrizione

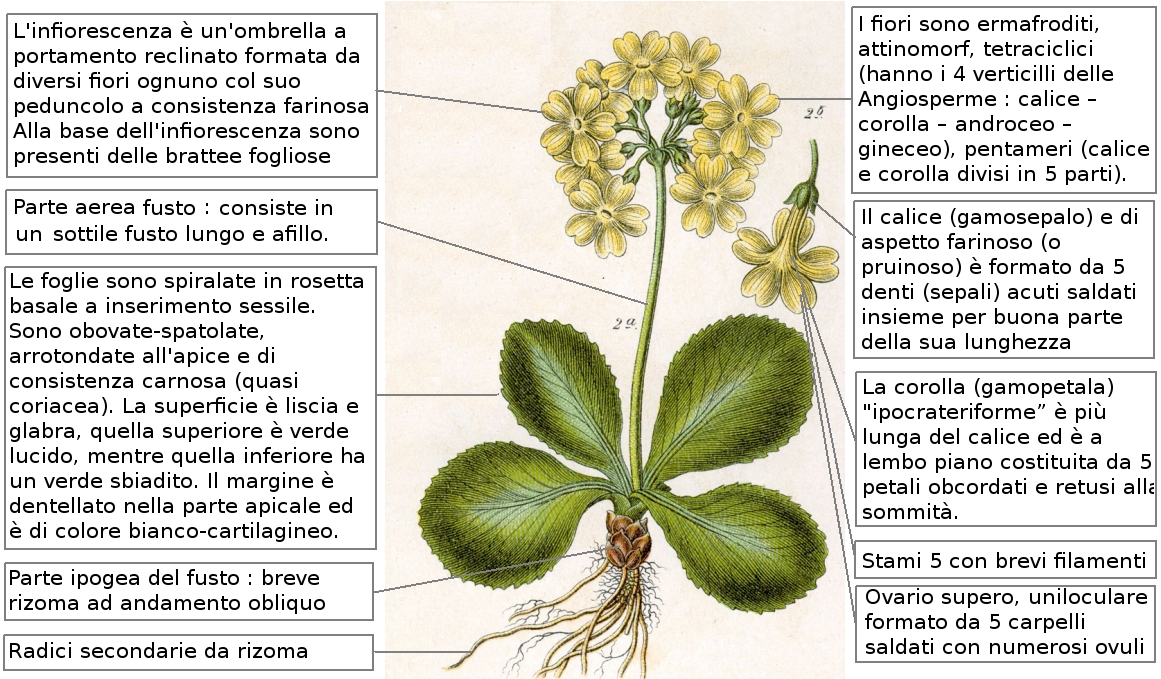
Descrizione delle parti della pianta

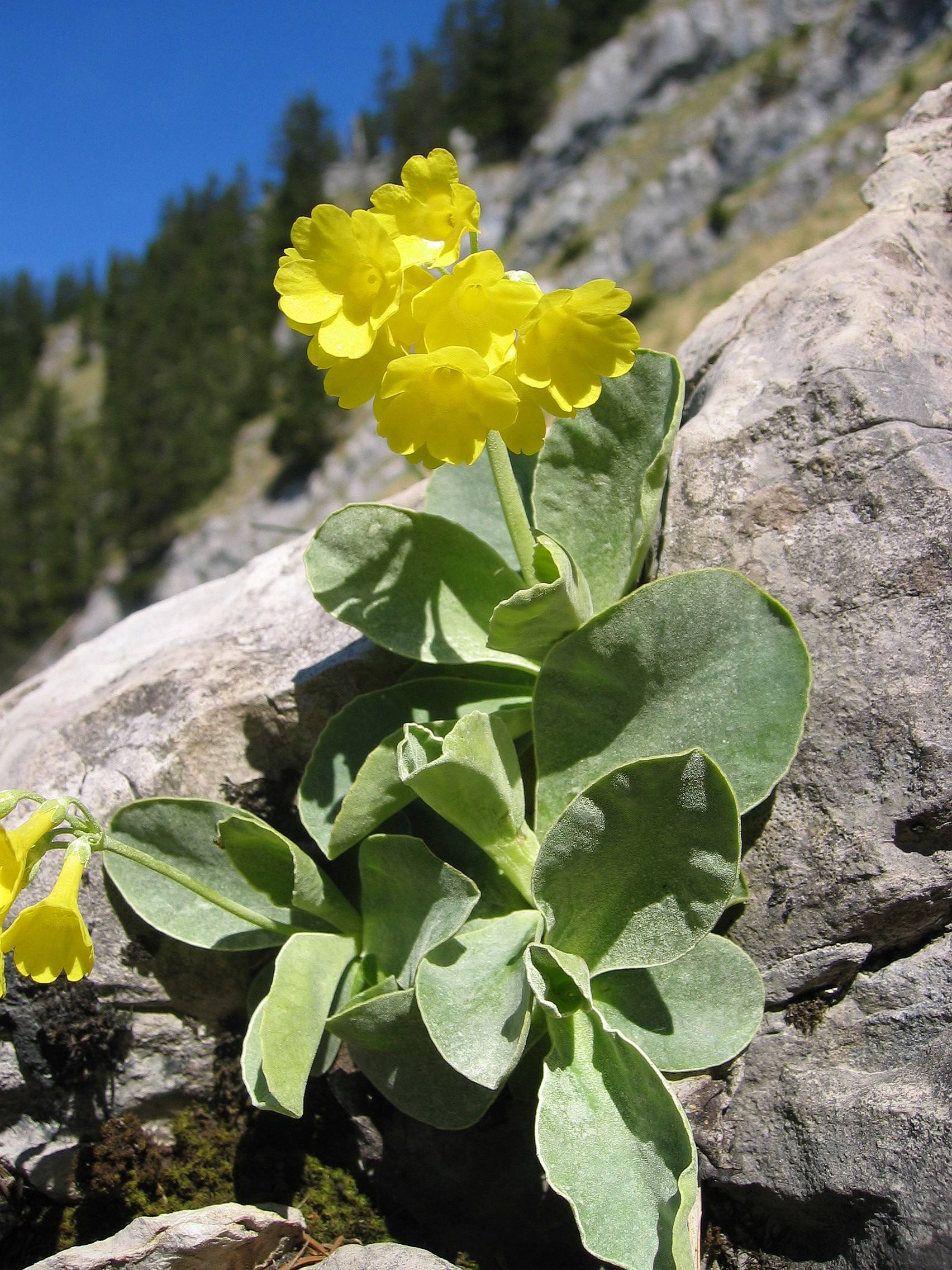
Il portamento

È una pianta perenne di aspetto quasi cespitoso la cui altezza varia da 5 ed i 25 centimetri. La fioritura è unica nel corso dell'anno (sono piante monocarpiche = un solo frutto nell'arco della stagione). La forma biologica è del tipo emicriptofita rosulata (H ros), ossia sono piante con gemme svernanti al livello del suolo e protette dalla lettiera o dalla neve, con foglie disposte a formare una rosetta basale.

### Radici
Le radici sono secondarie da rizoma.

### Fusto
- Parte ipogea: la parte ipogea del fusto consiste in un breve rizoma ad andamento obliquo.
- Parte epigea: la parte aerea consiste in un sottile fusto lungo al massimo 15–20 cm e afillo.

### Foglie

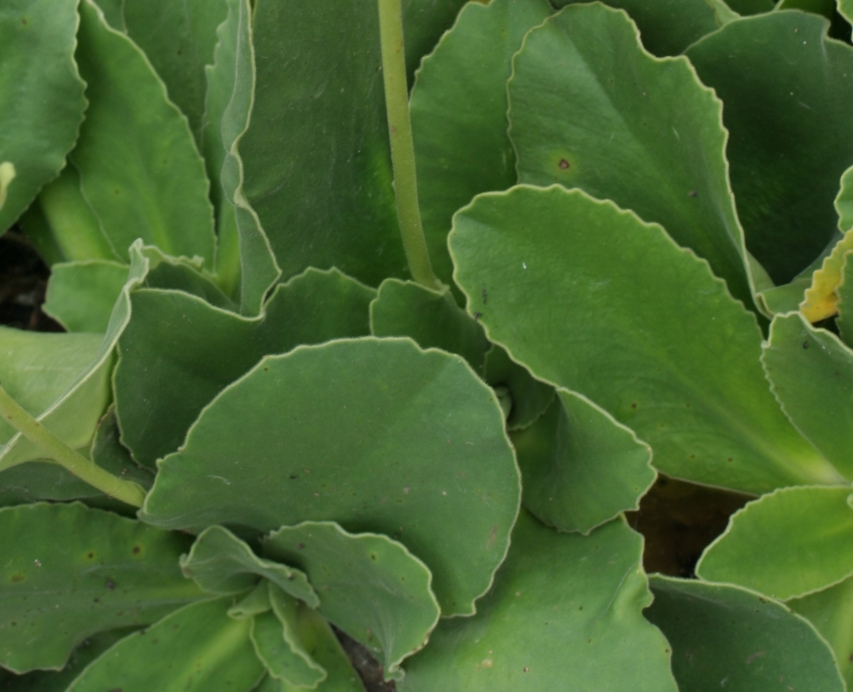
Le foglie
Località: Giardino Botanico Alpino "Giangio Lorenzoni", Pian Cansiglio, Tambre d'Alpago (BL), 1000 m s.l.m. - 8/6/2008

Le foglie sono spiralate in rosetta (sono presenti solo le foglie basali o radicali a inserimento sessile). Sono obovate-spatolate, arrotondate all'apice e di consistenza carnosa (quasi coriacea). La superficie è liscia e glabra, quella superiore è verde lucido, mentre quella inferiore ha un verde sbiadito. Il margine è dentellato nella parte apicale ed è di colore bianco-cartilagineo. Queste foglie possiedono degli apparati ghiandolari acquiferi (chiamati “idatoi”) che hanno la funzione di eliminare i liquidi in eccedenza (acqua o anche carbonato di calcio). Dimensioni delle foglie: larghezza 2 – 5,5 cm; lunghezza 3 – 10 cm.

### Infiorescenza

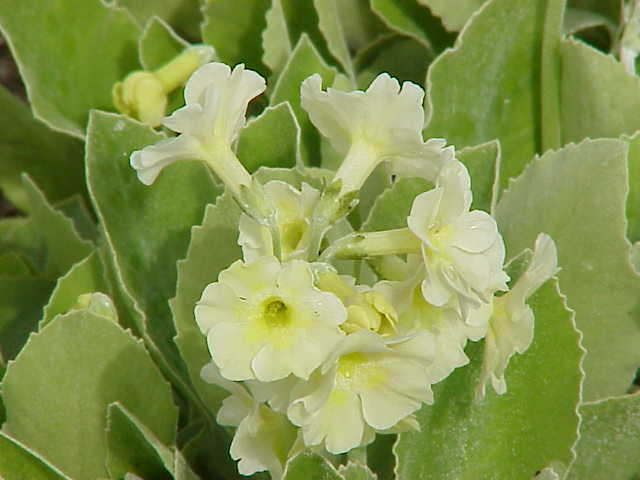
L'infiorescenza

L'infiorescenza è un'ombrella a portamento reclinato formata da diversi fiori ognuno col suo peduncolo a consistenza farinosa. Alla base dell'infiorescenza sono presenti delle brattee fogliose (quasi membranose) a margine intero e di forma ovata. Dimensione delle brattee 1 – 4 mm. Lunghezza dei peduncoli : 10 – 20 mm.

### Fiori

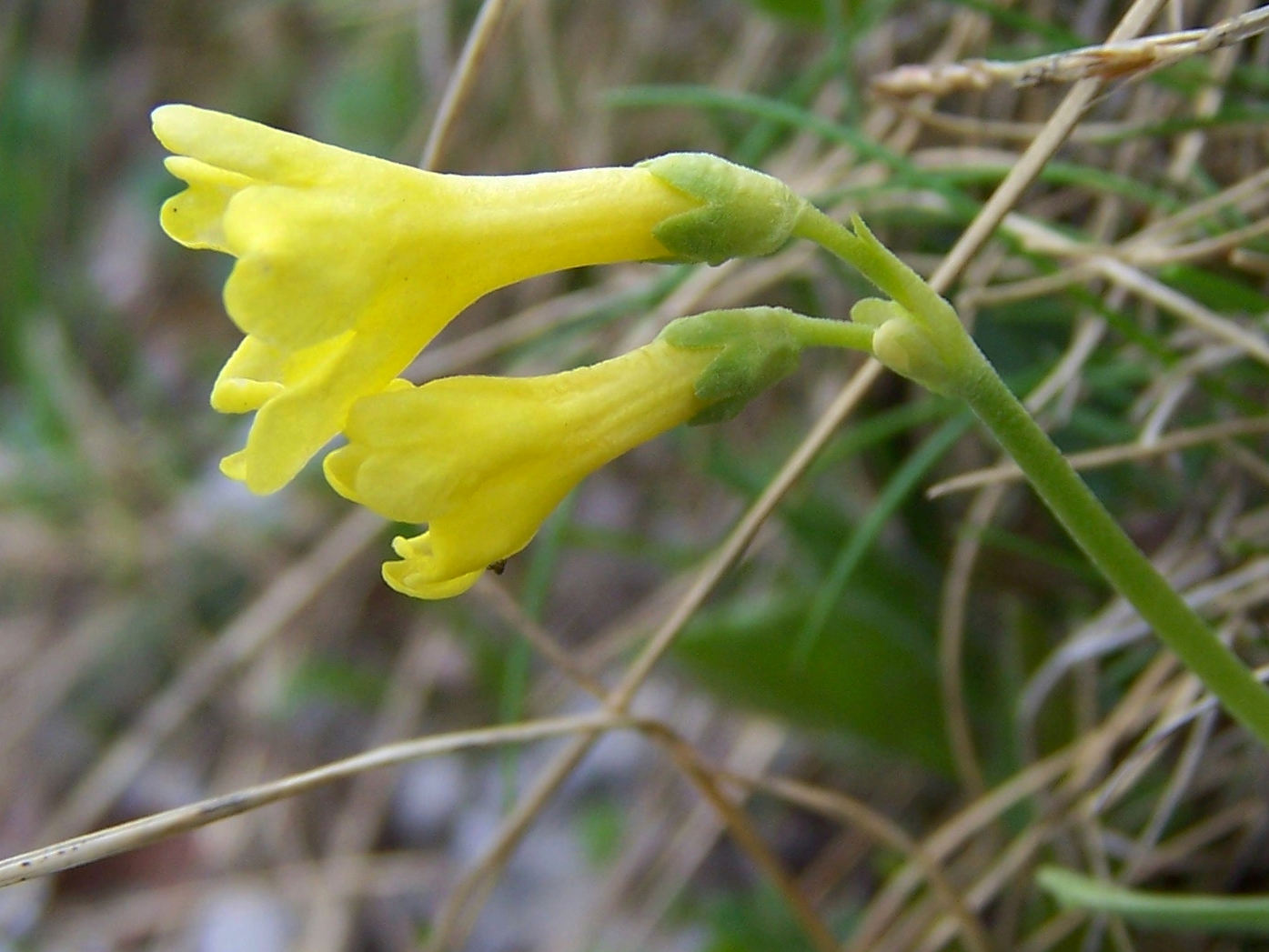
Il fiore

I fiori sono ermafroditi, attinomorfi, tetraciclici (hanno i 4 verticilli fondamentali delle Angiosperme: calice – corolla – androceo – gineceo), pentameri (calice e corolla divisi in 5 parti). Il colore dei fiori è giallo intenso con un anello biancastro alle fauci e sono delicatamente profumati. Diametro del fiore: 16 – 25 mm.
- Formula fiorale:

K (5), C (5), A 5, G (5) (supero)
- Calice: il calice (gamosepalo) e di aspetto farinoso (o pruinoso) è formato da cinque denti (sepali) acuti saldati insieme per buona parte (i denti occupano i 2/5 o 1/2 della sua lunghezza). La forma del calice è campanulata-emisferica ed è persistente. Lunghezza del calice : 4 – 5 mm.
- Corolla:  la corolla (gamopetala) “ipocrateriforme” è più lunga del calice ed è a lembo piano costituita da 5 petali obcordati e retusi alla sommità. La corolla è “ipogina”, ossia i petali sono inseriti sul ricettacolo al di sotto dell'ovario. La parte interna della corolla è cilindrica. Lunghezza del tubo: 9 – 12 mm. Dimensione dei lobi: larghezza 6 mm, lunghezza 8 mm.
- Androceo: gli stami sono 5 con brevi filamenti (non sporgono dalla corolla). Gli stami sono “epipetali” ossia sono inseriti direttamente nella corolla, (in posizione opposta ai petali) in alcuni casi, circa a metà del tubo corollino: in questo caso sono inclusi; in altri casi sono inseriti all'altezza della sommità della corolla (appena sotto le fauci) e in questo caso non sono inclusi ma sporgono dalle fauci.
- Gineceo: l'ovario è supero, uniloculare, formato da 5 carpelli saldati, con numerosi ovuli. La placenta è “assile” (o centrale), ossia attraversa diametralmente il pericarpo. Lo stilo è lungo e si affaccia alle fauci se gli stami sono inclusi nel tubo corollino (e quindi sono in posizione bassa), altrimenti è più corto e rimane chiuso nel tubo corollino con lo stigma capitato localizzato quindi a metà corolla circa. Questo dimorfismo (“brevistilo” e “longistilo” nella stessa specie chiamato “eterostilia”) fu studiato dal Darwin e viene considerato uno degli aspetti più interessanti di questa specie (e di altre dello stesso genere). Questa proprietà impedisce una fecondazione “autogama” (o autoimpollinazione), mentre favorisce una fecondazione entomofila (e quindi più efficiente da un punto di vista genetico) da parte degli insetti. In effetti si riscontra che l'impollinazione tra individui con lo stesso tipo di “eterostilia” è inefficace. È interessante rilevare inoltre che in una stessa popolazione le due caratteristiche sono presenti ognuna esattamente con il 50% degli individui[4].
- Fioritura: da aprile a luglio.
- Impollinazione: impollinazione entomofila tramite farfalle (anche notturne) e api.

### Frutti

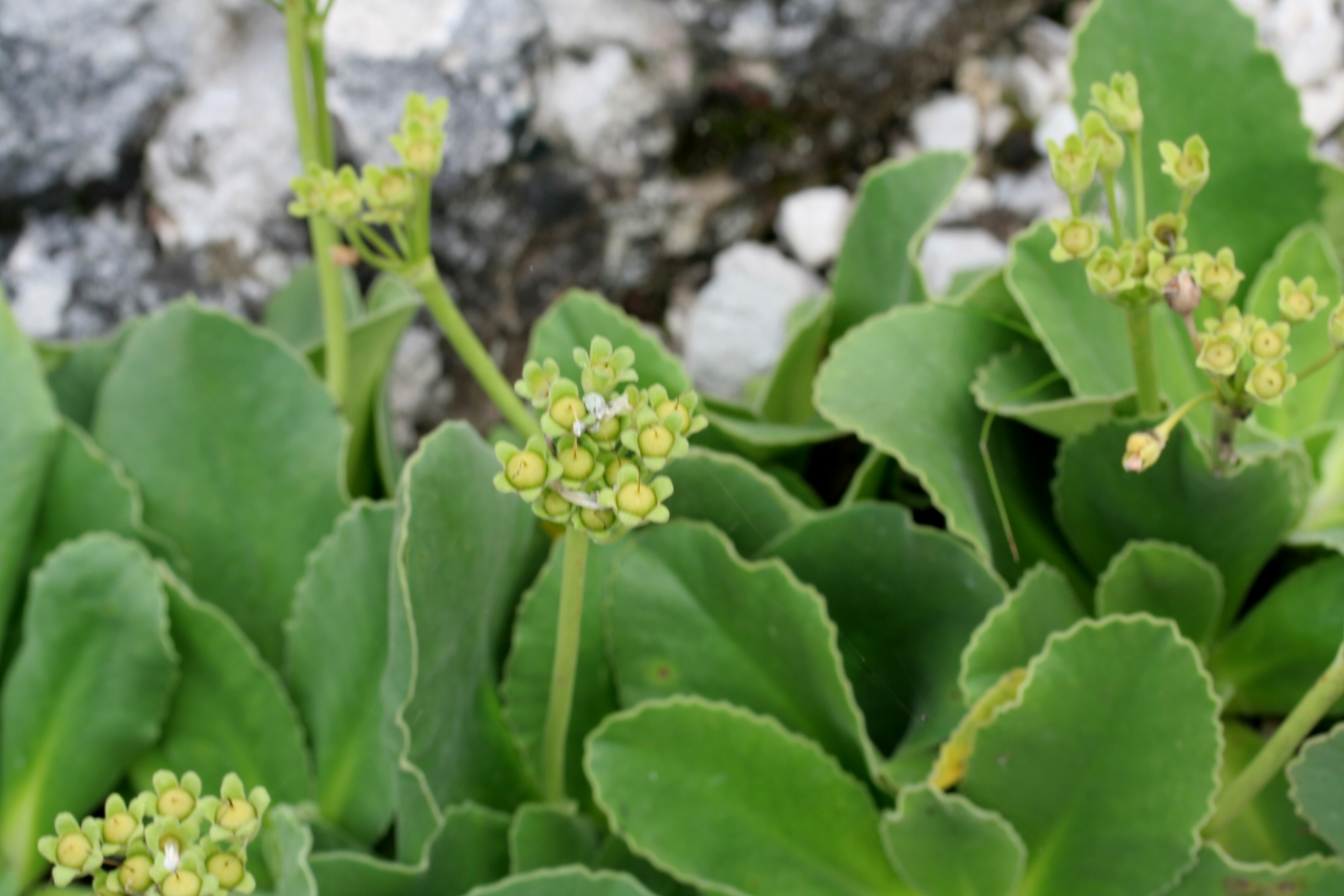
Pianta in fase di fruttificazione
Località: Giardino Botanico Alpino "Giangio Lorenzoni", Pian Cansiglio, Tambre d'Alpago (BL), 1000 m s.l.m. - 8/6/2008

Il frutto è una capsula sferica e deiscente alla sommità per 5-10 denti. Contiene numerosi semi.

## Distribuzione e habitat
- Geoelemento: il tipo corologico (area di origine) è Orofita-Sud Europeo.
- Distribuzione : in Italia si trova comunemente al nord e al centro (nelle Alpi è più frequente al centro e a oriente); fuori dall'Italia si trova nella parte centrale d'Europa, Giura, Vosgi, Foresta nera, Carpazi (Monti Tatra) e Alpi Dinariche.
- Habitat: l'habitat tipico per queste piante sono le rupi verticali, ripari sotto roccia, ma anche le praterie rase alpine-subalpine; il substrato preferito è calcareo (ma anche calcareo-siliceo), con pH basico e bassi valori nutrizionali del terreno con umidità media.
- Distribuzione altitudinale: questa pianta vegeta dai 300 ai 2600 m s.l.m.; sui rilievi frequenta quindi i piani vegetazionali montano, subalpino e alpino.

## Fitosociologia
Dal punto di vista fitosociologico la specie di questa scheda appartiene alla seguente comunità vegetale:
Formazione : comunità delle fessure, delle rupi e dei ghiaioni
Classe : Asplenietea trichomanis
Ordine : Potentilletalia caulescentis

## Tassonomia
Dato il grande numero di specie del genere Primula, questo viene suddiviso in trentasette sezioni. Primula auricula appartiene alla sezione Auricula (sottosezione Euauricula) caratterizzata dall'avere foglie carnose e piuttosto coriacee e con infiorescenza di tipo ombrellifero (raramente pauciflore) e con brattee di tipo foglioso.

### Ibridi
Sono noti alcuni ibridi interspecifici:
- Primula × escheri Brügger, 1880 (ibrido fra P. auricula e P. integrifolia)
- Primula × loiseleurii Sünd, 1925 (P. auricula × P. tyrolensis)
- Primula × pubescens (Wulfen) Loisel., 1806 (P. auricula × P. hirsuta)
- Primula × vallarsae Prosser & Scorteg., 1998 (P. auricula × P. recubariensis)

### Specie simili
La specie che più si avvicina a quella di questa scheda è la primula di Palinuro (Primula palinuri). Si differenzia soprattutto per il fusto che è legnoso e per la presenza, alla base dell'infiorescenza, di brattee molto più grandi; in effetti la forma biologica di questa pianta oscilla tra una camefita suffruticosa (Ch suffr) e una geofita rizomatosa (G rhiz). La diffusione inoltre è esattamente opposta alla Primula auricula: si trova solo al sud della nostra penisola, esclusivamente in ambiente marino.

Un'altra specie molto vicina a quella di questa scheda è Primula lutea Vill.; in passato considerata un sinonimo di Primula auricula, è in atto inquadrata come specie a parte.

## Usi

### Farmacia
- Sostanze presenti: vari oli essenziali insieme a flavonoidi e canfora. Le radici contengono zuccheri.
- Proprietà curative: analgesico (attenua il dolore), bechica (azione calmante della tosse), antibatterico (blocca la generazione dei batteri), antinfiammatorio (attenua uno stato infiammatorio). Anticamente veniva usata contro i geloni e gli ascessi.